# 杉本拓
杉本 拓（すぎもと たく、1933年1月1日 - ）は、元地方公務員、元学校経営者。元札幌市助役・元学校法人北星学園理事長。

## 略歴
樺太に生まれる。終戦後、北海道に引き揚げ、同地で育つ。1959年（昭和34年）、弘前大学文理学部卒業。1959年、（昭和34年）、札幌市役所に入庁。その後、札幌市役所秘書課長、同豊平区長、同衛生局長を経て、1982年（昭和57年）、板垣武四市長の下で同秘書部長に就く。1987年（昭和62年）、同総務部長。1989年（平成元年）、札幌市助役に就任（知事は板垣武四・桂信雄）。1993年（平成5年）、札幌市役所停年退官。小樽短期大学経営実務科教授（地方自治論・地方自治法・地方公務員論担当）。2002年（平成14年）、小樽短期大学退職。学校法人北星学園理事長に就任。2011年（平成23年）、同理事長退任。

## 受賞歴
- 瑞宝小綬章（2006年）[3]

## 注
1. ↑  『北海道人物・人材情報リスト　2011　き～な』日外アソシエーツ、2010,12　p1081
2. ↑  以上につき『北海道人物・人材情報リスト　2011　き～な』日外アソシエーツ、2010,12　p1081
3. ↑  『北海道人物・人材情報リスト　2011　き～な』日外アソシエーツ、2010,12　p1081